# Melina Matsoukas
Melina Matsoukas (New York, 14 gennaio 1981) è una regista, produttrice cinematografica e produttrice televisiva statunitense, nota per aver diretto numerosi video musicali, collaborando in particolar modo con Beyoncé e Rihanna.
Nel corso della sua carriera ha vinto due Grammy Award e quattro MTV Video Music Awards, grazie ai video di We Found Love e Formation, quest'ultimo riconosciuto come Eccellenza in un video musicale al Festival di Cannes. Ha inoltre collaborato con Solange Knowles, Jennifer Lopez, Kylie Minogue, Whitney Houston, Christina Aguilera, Lady Gaga e Katy Perry.
Dalla seconda metà degli anni 2010 ha prodotto e diretto serie televisive statunitensi, tra cui Insecure con Issa Rae, grazie a cui ottiene una candidatura ai Primetime Emmy Awards alla miglior serie commedia, e facendo il suo debutto nel cinema con Queen & Slim (2019).
Per i suoi contributi nel campo della regia e cinematografia è stata insignita della Franklin J. Schaffner Alumni Medal dall'American Film Institute.

## Biografia
Matsoukas è nata nel distretto del Bronx a New York, da padre di origini greche e madre cubana. Si trasferisce con la famiglia all'età di otto anni a Hackensack, nel New Jersey. Si diploma alla Tisch School of the Arts dell'Università di New York con una tesi di laurea sul valore artistico del video musicale, per poi specializzarsi in fotografia cinematografia all'American Film Institute Conservatory.
Nel 2005, Matsoukas ottiene il primo impiego professionale come regista del video del brano Dem Girls del rapper Red Handed, con Scooby e Paul Wall. Nel corso del 2006 dirige i video musicali diShareefa, Ludacris, Pharrell Williams, Lloyd Banks e Keri Hilson. L'anno successivo intraprende numerosi progetti, dirigendo con la cantante Beyoncé quattro video tratti dall'album B'Day, tra cui Upgrade U e Green Light, i video dei singoli Do You e Because of You di Ne-Yo, oltre che video musicali per Eve, Jennifer Lopez, Snoop Dogg. Dirige inoltre la versione inglese del video Bleeding Love di Leona Lewis, venendo riconosciuta con un UK Music Video Awards.
Nel 2008 dirige i video dei singoli Just Dance e Beautiful, Dirty, Rich di Lady Gaga, In My Arms e Wow di Kylie Minogue, Closer di Ne-Yo, oltre che di Ashanti, Beyoncé, Katy Perry, Solange e Ciara. Nel 2009 lavora in numerosi progetti, tra cui con Whitney Houston, dirigendo i video di due brani, I Look to You e Million Dollar Bill, tratti dall'ultimo album in studio della cantante I Look to You. Nel 2010 dirige i video musicali di Rude Boy di Rihanna, Put It in a Love Song di Alicia Keys e Beyoncé e Gimmie Dat di Ciara.
Nel 2011 Matsoukas collabora nuovamente con Rihanna nei video musicali di S&M e We Found Love. Quest'ultimo ottiene ampio sostegno dalla critica, facendo ottenere alla Matsoukas il primo MTV Video Music Award al video dell'anno e il Grammy Award al miglior videoclip. Nello stesso anno dirige il video del brano I'm Into You di Jennifer Lopez e Lil Wayne. Nel 2012 dirige i video Your Body di Christina Aguilera, e Losing You di Solange Knowles vincendo con quest'ultimo due MVPA Awards e un UK Music Video Awards. Nel 2013 collabora al quinto progetto musicale e cinematografico di Beyoncé, BEYONCÉ, dirigendo il video del brano Pretty Hurts, ottenendo candidature agli MTV Video Music Award alla miglior regia e due candidature ai Camerimage.
Nel 2016 Matsoukas torna a lavorare con Beyoncé per il progetto Lemonade, dirigendo il video del singolo principale Formation. La regia del video viene acclamato dalla critica, venendo inserito al primo posto dei migliori video di tutti i tempi stilata da Rolling Stone, dei migliori video degli anni 2010 di Billboard. Il video ha ricevendo numerose candidature alla principali premiazioni, vincendo tre MTV Video Music Awards, tra cui alla miglior regia e al video dell'anno, il Grammy Award al miglior videoclip, il Gran Prix all' eccellenza in un video musicale al Festival internazionale della creatività Leoni di Cannes, e il Clio Awards al video dell'anno.
Nel corso del 2016, Matsoukas intraprende la carriera televisiva, dirigendo e divenendo produttrice esecutiva della serie televisiva Insecure assieme a Issa Rae. Al 2021 ha diretto e prodotto otto episodi, ricevendo numerosi premi e candidature, tra cui alla miglior serie commedia ai Primetime Emmy Awards e vincendo il Black Reel Awards nella medesima categoria. Nel 2017 dirige due episodi per la serie televisiva Master of None, ottenendo una candidatura ai Directors Guild of America Award.
Nel 2019, Matsoukas dirige e produce il suo primo film Queen & Slim, scritturato con Lena Waithe, e che vede tra gli attori Jodie Turner-Smith e Daniel Kaluuya. Queen & Slim è stato ben accolto dalla critica e ha incassato 47,9 milioni di dollari in tutto il mondo. Matsoukas ha vinto un Black Reel Awards, un BET Awards, un National Board of Review Awards, ed è stata nominata ai Directors Guild of America Award alla miglior regia in un film esordiente. Nel corso dello stesso anno, Matsoukas è stata onorata con la Franklin J. Schaffner Alumni Medal dall'American Film Institute.
Nel 2020 ha diretto lo spot pubblicitario Beats by Dr. Dre: You Love Me, ricevendo il riconoscimento del Directors Guild of America Award per la miglior regia negli spot pubblicitari.

## Filmografia

### Regista

#### Cinema
- Queen & Slim (2019)

#### Televisione
- Insecure – serie TV, 8 episodi (2016-2021)
- Master of None – serie TV, episodi 2x07-2x08 (2017)
- Assolo (Solos) - miniserie TV, 1 episodio (2021)

#### Video musicali
- Dem Girls – Red Handed feat. Paul Wall & Scooby (2005)
- Go 'Head – Ali & Gipp feat. Chocolate Tai (2006)
- Hey Hey – 216 (2006)
- Need a Boss – Shareefa feat. Ludacris (2006)
- Cry No More – Shareefa (2006)
- Money Maker – Ludacris feat. Pharrell (2006)
- Dangerous – Ying Yang Twins feat. Wyclef Jean (2006)
- Help – Lloyd Banks feat. Keri Hilson (2006)
- Because of You – Ne-Yo (2007)
- Green Light – Beyoncé (2007)
- Kitty Kat – Beyoncé (2007) - co-diretto con Beyoncé
- Suga Mama – Beyoncé (2007) - co-diretto con Beyoncé
- Upgrade U – Beyoncé feat. Jay-Z (2007) - co-diretto con Beyoncé
- Tambourine – Eve feat. Swizz Beatz (2007)
- Do You – Ne-Yo (2007)
- Give It to You – Eve feat. Sean Paul (2007)
- Bleeding Love – Leona Lewis (2007) - versione Regno Unito
- Hold It Don't Drop It – Jennifer Lopez (2007)
- Sensual Seduction – Snoop Dogg (2007)
- How Do I Breathe – Mario (2007)
- In My Arms – Kylie Minogue (2008)
- Wow – Kylie Minogue (2008)
- Modern World – Anouk (2008)
- Closer – Ne-Yo (2008)
- I Decided – Solange (2008)
- Just Dance – Lady Gaga feat. Colby O'Donis (2008)
- Energy – Keri Hilson (2008)
- Good Good – Ashanti (2008)
- Beautiful, Dirty, Rich – Lady Gaga (2008)
- Go Girl – Ciara feat. T-Pain (2008)
- Return the Favor – Keri Hilson feat. Timbaland (2008)
- Diva – Beyoncé (2008)
- Thinking of You – Katy Perry (2008)
- I Will Be – Leona Lewis (2009)
- So Good – Electrik Red (2009)
- Not Fair – Lily Allen (2009)
- Sweet Dreams – Beyoncé (2009) - anche video del I Am... Tour
- Work – Ciara feat. Missy Elliott (2009)
- I Look to You – Whitney Houston (2009)
- Million Dollar Bill – Whitney Houston (2009)
- Sex Therapy – Robin Thicke (2009)
- Never Knew I Needed – Ne-Yo (2009)
- Hard – Rihanna feat. Young Jeezy (2009)
- Touch My Hand – David Archuleta (2009)
- Rude Boy – Rihanna (2010)
- Put It in a Love Song – Alicia Keys feat. Beyoncé (2010)
- Why Don't You Love Me – Beyoncé (2010) - co-diretto con Beyoncé
- Rockstar 101 – Rihanna feat. Slash (2010)
- Gimmie Dat – Ciara (2010)
- S&M – Rihanna (2011) - co-diretto con Rihanna
- I'm into You – Jennifer Lopez feat. Lil Wayne (2011)
- We Found Love – Rihanna feat. Calvin Harris (2011)
- Your Body – Christina Aguilera (2012)
- Losing You – Solange Knowles (2012)
- Pretty Hurts – Beyoncé (2013)
- Formation – Beyoncé (2016)

### Produttrice
- Queen & Slim (2019)
- Insecure – serie TV, 17 episodi (2016-2021) - produttrice esecutiva
- Assolo (Solos) - miniserie TV, 1 episodio (2021)
- The Changeling - serie TV (2023)
- Renaissance: a film by Beyoncé (2023)

## Riconoscimenti
- Primetime Emmy Awards
  - 2020 – Candidatura alla miglior serie commedia per Insecure
- Grammy Award
  - 2013 – Miglior videoclip per We Found Love[23]
  - 2017 – Miglior videoclip per Formation[38]
- American Film Institute
  - 2020 – Franklin J. Schaffner Alumni Medal
- BET Awards
  - 2020 – Miglior film per Queen & Slim[49]
- Black Reel Awards
  - 2017 – Candidatura al miglior serie commedia per Insecure
  - 2017 – Candidatura al miglior direzione in un aserie commedia per Thanksgiving in Master of Non
  - 2018 – Candidatura al miglior serie commedia per Insecure
  - 2018 – Candidatura al miglior direzione in una serie commedia per Hella Perspective in Insecure
  - 2020 – Miglior regista esordiente per Queen & Sli
  - 2020 – Candidatura al miglior film per Queen & Sli
  - 2020 – Candidatura al miglior regista per Queen & Sli
  - 2020 – Miglior serie commedia per Insecure
- Camerimage
  - 2013 – Candidatura al video dell'anno per Pretty Hurts'[31]
  - 2013 – Candidatura alla miglior fotografia per Pretty Hurts'[31]
  - 2016 – Candidatura al video dell'anno per Formation
  - 2016 – Candidatura alla miglior fotografia per Formation
- Clio Awards
  - 2016 – Video dell'anno per Formation
- Directors Guild of America Award
  - 2018 – Candidatura alla miglior regia in una serie di commedie per Thanksgiving in Master of Non[44]
  - 2020 – Candidatura alla miglior regia in un film esordiente per Queen & Slim[51]
  - 2021 – Miglior regia negli spot pubblicitari per Beats by Dr. Dre: You Love Me[52]
- Festival internazionale della creatività Leoni di Cannes
  - 2016 – Gran Prix- eccellenza in un video musicale per Formation[39]
- MTV Video Music Awards
  - 2012 – Video dell'anno per We Found Love[22]
  - 2014 – Candidatura alla miglior regia per Pretty Hurts[30]
  - 2016 – Video dell'anno per Formation[37]
  - 2016 – Miglior regia per Formation[37]
  - 2016 – Miglior fotografia per Formation[37]
- UK Music Video Awards
  - 2008 – People Choice Awards per Bleeding Love[14]
  - 2012 – Candidatura al miglior video pop internazionale per We Found Love
  - 2013 – Miglior video pop internazionale per Losing You[28]
  - 2016 – Candidatura al miglior video urban internazionale per Formation
  - 2016 –Miglior styling in un video per Formation